# تاردا
تاردا (به اسپانیایی: Taroda) یک دهستان در اسپانیا است که در سریا واقع شده‌است.

## خصوصیات
تاردا ۳۶ کیلومترمربع مساحت و ۷۶ نفر جمعیت دارد.